# 서일본 전신전화
서일본 전신전화 주식회사(일본어: 西日本電信電話株式会社 니시닛폰덴신덴와[*], NIPPON TELEGRAPH AND TELEPHONE WEST CORPORATION)는 지주회사인 일본전신전화 주식회사(NTT)의 100% 출자로 설립되어 서일본 지역 전기 통신 사업을 담당한다. 약칭은 NTT 니시니혼(NTT 서일본, NTT西日本)이며, 또한 총무성 산하의 특수회사이다.

## 개요
1997년 6월, 일본전신전화(NTT)의 재편성으로 NTT는 지주 회사로 지역 회사 2곳과 장거리 회사로 재편성되어 1999년 7월 1일에 서일본 전신전화 주식회사가 설립되었다.
- 업무 지역 - 오사카부, 와카야마현, 교토부, 나라현, 시가현, 효고현, 아이치현, 시즈오카현, 기후현, 미에현, 이시카와현, 도야마현, 후쿠이현, 히로시마현, 시마네현, 오카야마현, 돗토리현, 야마구치현, 에히메현, 가가와현, 도쿠시마현, 고치현, 후쿠오카현, 사가현, 나가사키현, 구마모토현, 오이타현, 가고시마현, 미야자키현, 오키나와현

## 같이 보기
- NTT 동일본
- NTT 커뮤니케이션즈
- NTT 금융